# Philipp Wetzel
Philipp Wetzel (* 5. Juni 1985 in Urtenen-Schönbühl) ist ein Schweizer Eishockeyspieler, der seit der Saison 2018/19 für den HC La Chaux-de-Fonds in der Swiss League als Stürmer spielt.

## Karriere

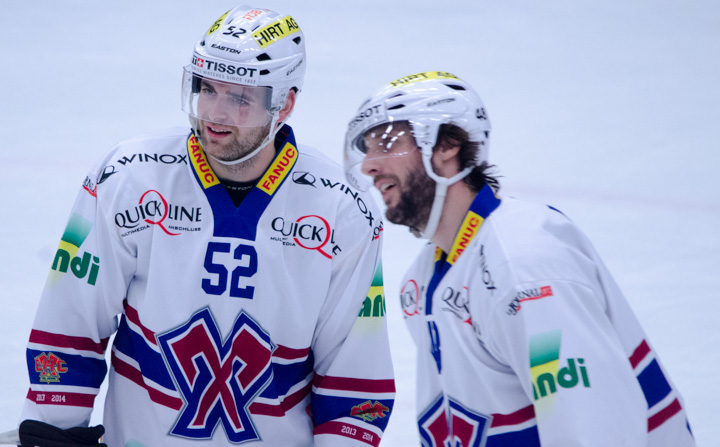
Kevin Gloor und Philipp Wetzel (rechts), 2013

Philipp Wetzel begann seine Karriere als Eishockeyspieler in der Jugend des SC Bern, für dessen Profimannschaft er in der Saison 2002/03 sein Debüt in der Nationalliga A gab und 2004 erstmals Schweizer Meister wurde. Nach insgesamt drei Jahren im Juniorenbereich verliess der Angreifer Bern im Laufe der Saison 2004/05 und unterschrieb beim Zweitligisten SC Langenthal, für den er die folgenden eineinhalb Jahre auf dem Eis stand.
Vor der Saison 2007/08 wurde der Linksschütze von deren Ligarivalen EHC Biel verpflichtet, mit dem er NLB-Meister wurde und in die National League A aufstieg. In dieser erzielte der Schweizer in der Saison 2008/09 in 25 Spielen insgesamt drei Scorerpunkte, darunter ein Tor.
Wetzel musste mit einer Verletzung in der Saison 2008/09 umgehen. Er kugelte sich die linke Schulter aus, wurde operiert und fiel bis in die nächste Saison hinein aus. Im Oktober 2009 kehrte Wetzel wieder aufs Eis zurück. Sein Trainer, Kent Ruhnke, setzte ihn am Anfang nur selten ein, jedoch gab er ihm im Laufe der Saison mehr Eiszeit.
2018 wechselte Wetzel nach zehn Saisons im Dress des EHC Biels zum HC La Chaux-de-Fonds, nachdem man sich in Biel entschieden hatte, seinen auslaufenden Vertrag nicht mehr zu verlängern.

### International
Für die Schweiz nahm Wetzel an der U18-Junioren-Weltmeisterschaft 2003 teil, bei der er mit seiner Mannschaft den neunten Platz belegte, wodurch sie in die Division I abstieg.

## Erfolge und Auszeichnungen
- 2004 Schweizer Meister mit dem SC Bern
- 2008 Meister der NLB und Aufstieg in die NLA mit dem EHC Biel